# Kosrae
Kosrae es una isla de la Micronesia y un estado de los Estados Federados de Micronesia en el océano Pacífico. Forma parte del archipiélago de islas Carolinas. Tiene una superficie de 110 km² y una población de 7317 habitantes (según el censo de 1994). El estado se divide en cuatro municipios: Tufunsak, Utwa, Malem y Lelu. La capital del estado es Tofol, en el municipio de Lelu.
La isla destaca por su naturaleza exuberante y virgen, las lagunas de coral y la baja actividad turística.

## Geografía
Kosrae es una isla al oriente de las islas Carolinas. Se encuentra aproximadamente a 600 km (370 millas) al norte del ecuador, entre Guam y las islas hawaianas. Posee una superficie de aproximadamente 110 km2 (42 millas cuadradas). Algunas partes de la isla han sufrido a lo largo de los años de erosión costera.
Kosrae es una isla alta en gran parte virgen. Se está convirtiendo en un destino para buceadores y excursionistas. Los arrecifes de coral que rodean la isla se mantienen en perfectas condiciones a través de un extenso sistema de boyas de amarre, instalado y mantenido por operadores de buceo expatriados con la ayuda de la oficina de Recursos Marinos del gobierno. Los arrecifes están prácticamente intactos y contienen millas de corales duros, algunos dicen que tienen miles de años.
La densa vegetación y las montañas escarpadas mantienen la isla en gran parte sin desarrollar. Vista desde el océano, la forma distintiva de la isla se asemeja a un cuerpo femenino. Esto ha llevado a que la isla sea llamada "la isla de la dama dormida".
El Aeropuerto Internacional de Kosrae (código IATA KSA) está ubicado en una isla artificial dentro del arrecife a unos 150 metros (490 pies) de la costa y está conectado a la isla principal por un nuevo puente que se abrió al público en enero de 2016. Es con vuelos de United Airlines (anteriormente Continental Micronesia) Island Hopper 737-800 (tres veces por semana en cada dirección) entre Hawái y Guam, con paradas en otros FSM (Pohnpei y Chuuk) y destinos de las Islas Marshall en el camino. Nauru Airlines también conecta semanalmente con su flota de aviones 737-300 a Brisbane en Australia y Nadi en Fiyi.

## Historia

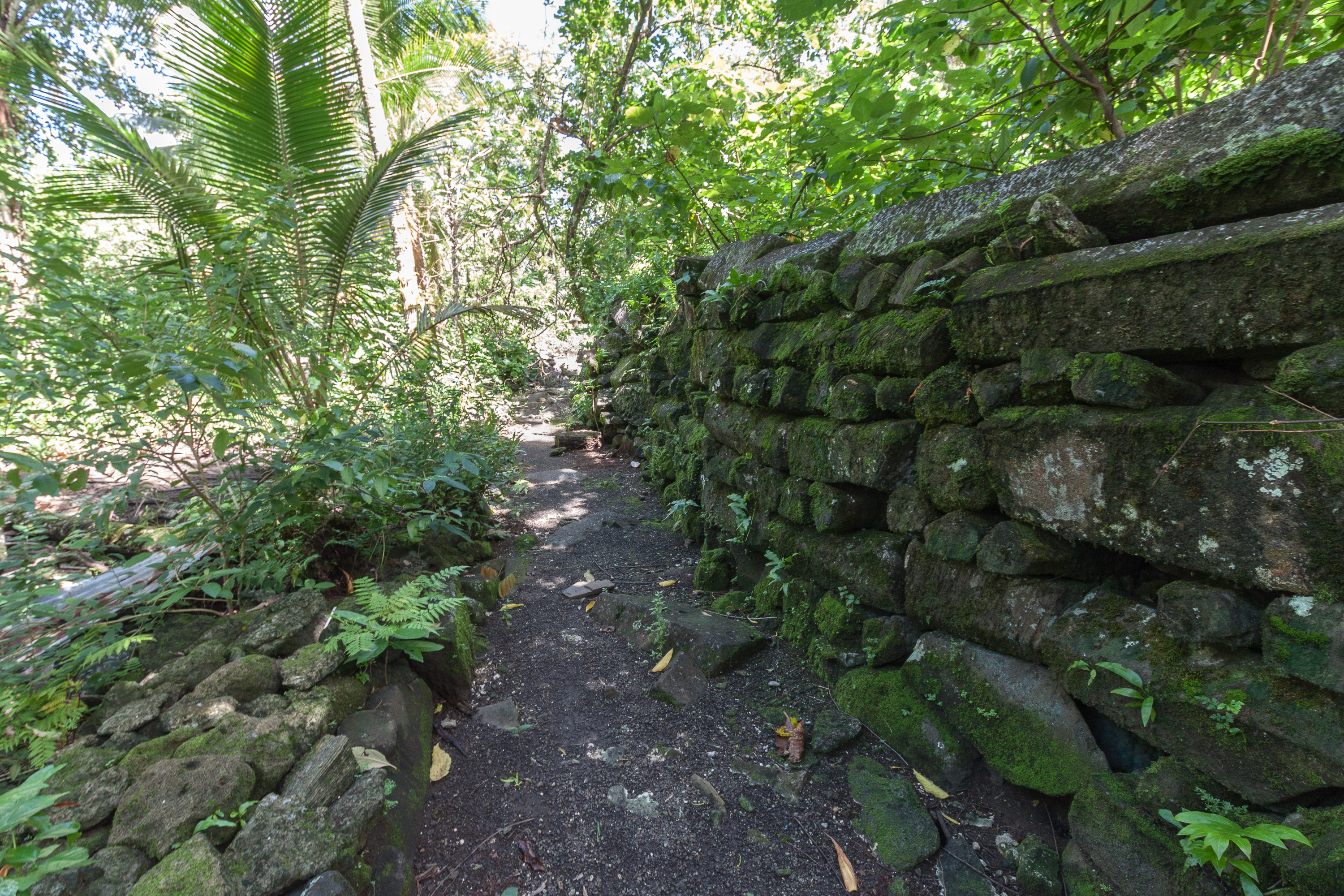
Ciudad en ruinas de Leluh

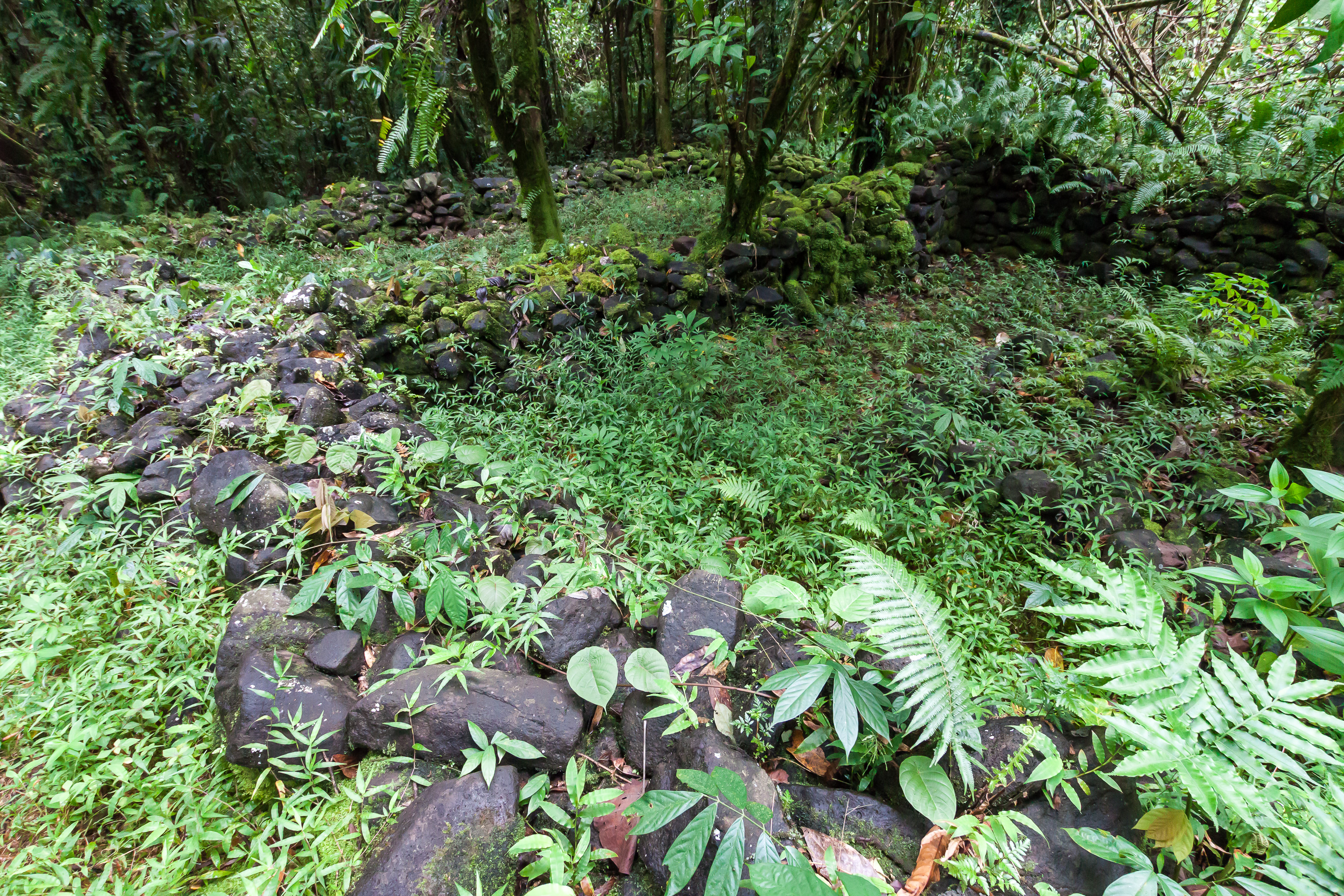
Ruinas de Menka

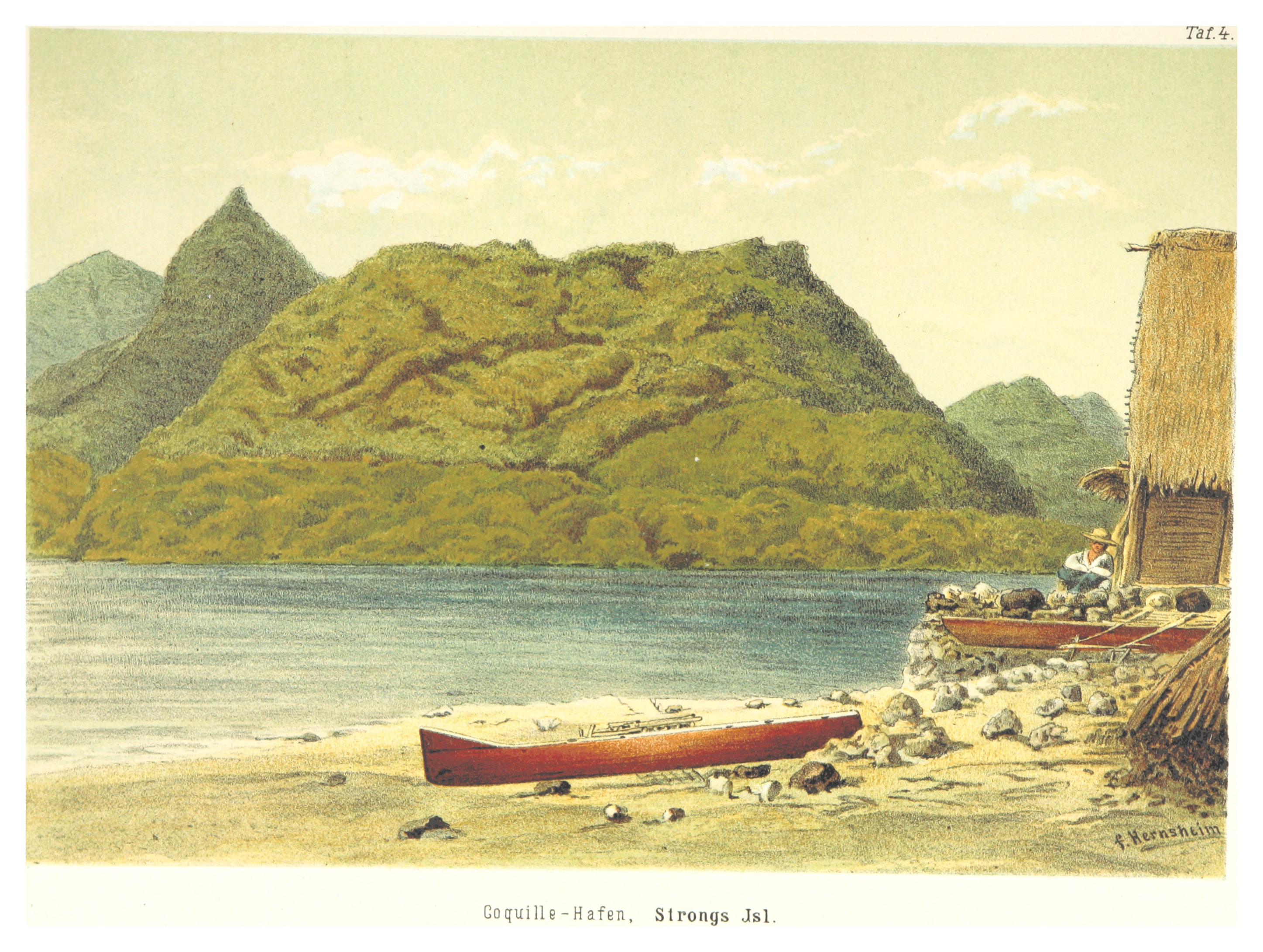
El puerto (1880)

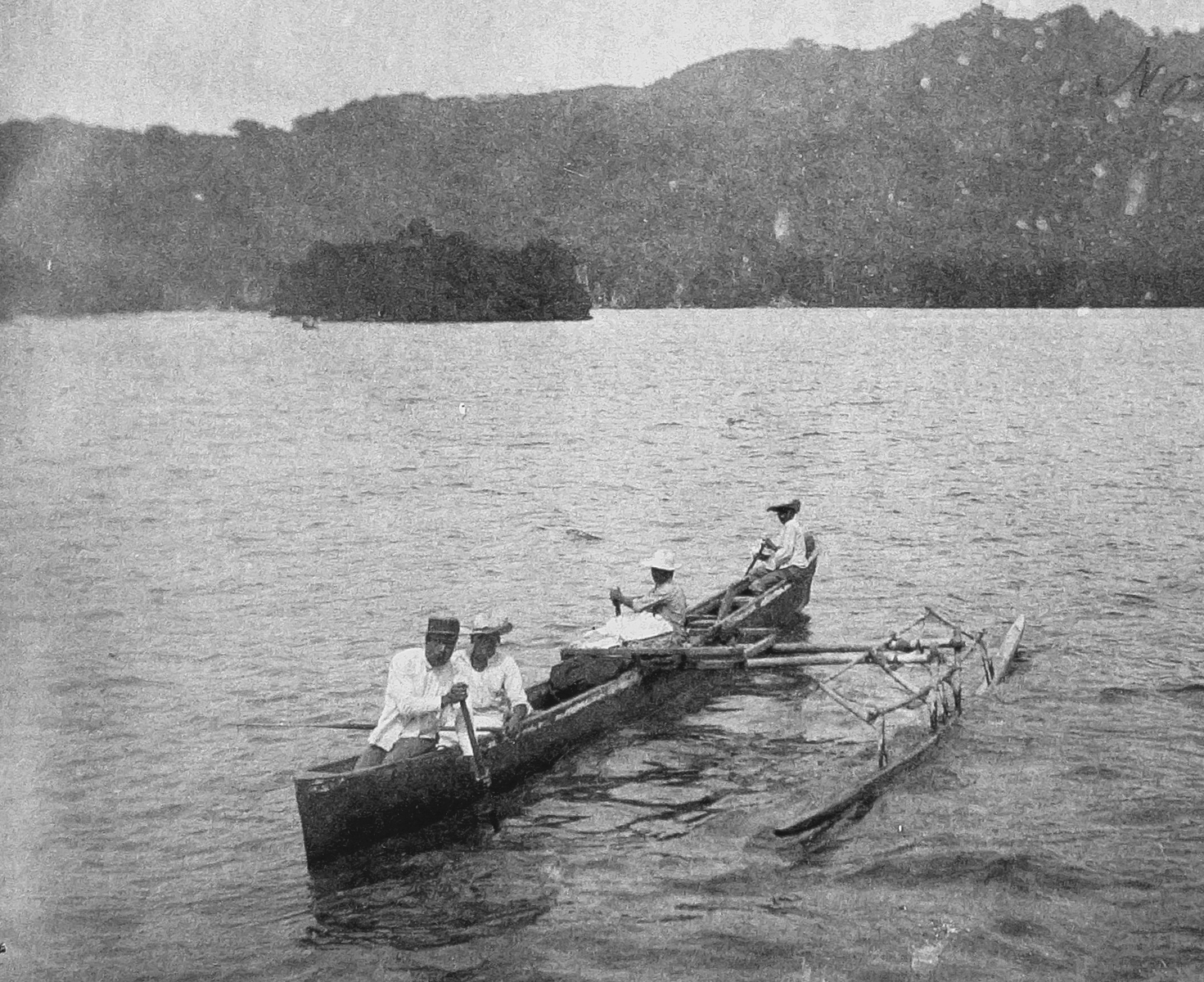
Canoa nativa en Port Lottin (1899-1900).

La evidencia arqueológica muestra que la isla fue poblada al menos durante los primeros años del primer milenio d. C. Esto incluye la ciudad de Leluh que existió alrededor de 1250 d. C., y en su apogeo tenía una población de alrededor de 1500 y cubría unas 27 hectáreas. Presentaba pirámides funerarias para la nobleza, construidas de coral, y que, según estudios realizados por datación radiométrica, datan del siglo XIV.

### Colonización española
El primer avistamiento registrado por occidentales fue el navegante español Álvaro de Saavedra el 14 de septiembre de 1529 cuando intentaba regresar de Tidore, en las Molucas, a Nueva España, en América. La isla estaba bajo soberanía nominal española desde 1668, pero no fue efectivamente ocupada hasta 1885. En el momento del primer contacto de la isla con los viajeros europeos en 1824, Kosrae tenía una sociedad altamente estratificada, típica de las islas circundantes del hora. Sus características culturales incluían el linaje matrilineal y los clanes, con una estructura feudal de "nobles" que controlaban la tierra trabajada por "plebeyos" y asentamientos que consistían en pequeños grupos de parientes cercanos que compartían una sola cocina.
El primer puesto misionero fue establecido por los congregacionalistas en 1852, y prácticamente toda la isla se había convertido al cristianismo en la década de 1870. Hoy en día, muchas sectas del cristianismo están representadas en Kosrae, y la religión todavía juega un papel integral en la cultura.
El notorio capitán y observador de Blackbirder Bully Hayes naufragó en Kosrae el 15 de marzo de 1874, cuando su barco, el Leonora, fue capturado en el puerto de Utwe durante una tormenta. Bully Hayes se instaló en Utwe durante siete meses, durante los cuales aterrorizó a la población local. En septiembre de 1874, el HMS Rosario (bajo el mando del capitán Dupuis) llegó para investigar las denuncias contra Hayes. Fue arrestado, pero luego escapó en un bote de 14 pies, construido con madera del naufragio del Leonora. Su tesoro puede haber quedado atrás, enterrado en algún lugar del bosque, aunque las excavaciones posteriores no han podido descubrirlo. La existencia de este dinero enterrado es parte de los mitos que rodean a Hayes.
En 1885, tras una disputa entre el imperio español y el alemán, finalmente resuelta en los términos del Estado del Vaticano, la Armada española tomó el control efectivo de la isla.

### Dominio alemán y japonés (1899-1945)
Tras la derrota española contra Estados Unidos en la guerra de 1898, el 2 de febrero de 1899 España vendió las islas Carolinas a Alemania por 25 millones de pesetas (17 millones de marcos alemanes). La isla quedó bajo el control del Imperio de Japón después de la Primera Guerra Mundial.
Durante el Mandato japonés del Pacífico Sur de 1914 a 1945 se produjeron importantes mejoras económicas. La isla estaba prácticamente dirigida por unos pocos misioneros que convirtieron a la población; Willard Price, cuando lo visitó en la década de 1930, informó que la isla no tenía cárcel, que no había habido asesinatos en sesenta años y que el alcohol y el tabaco eran desconocidos. La isla fue fortificada por los japoneses durante la Segunda Guerra Mundial, pero no se produjeron batallas en Kosrae. La guarnición japonesa comandada por el teniente general Yoshikazu Harada constaba de 3811 hombres del IJA, incluida una compañía de tanques y 700 hombres del IJA. Se excavaron búnkeres de túneles que tienen múltiples entradas en los picos interiores de la isla y la mayoría aún se puede explorar hoy.

### Dominio estadounidense
En 1945, la administración de Kosrae pasó a los Estados Unidos, que gobernaron la isla como parte del Territorio en Fideicomiso de las Islas del Pacífico. La ayuda y la inversión aumentaron desde la década de 1960.
Durante el período del Territorio en Fideicomiso (TTPI), Kosrae se administró inicialmente como uno de los municipios del distrito de Ponape (Pohnpei), pero en 1977 se convirtió en un distrito separado. Cuando la constitución de Micronesia fue derrotada en los distritos TTPI de Palaos y las islas Marshall, Kosrae se unió a los distritos restantes (Yap, Chuuk y Pohnpei) para formar los Estados Federados de Micronesia (FSM). Kosrae es el único estado FSM de una sola isla (en el que las siete u ocho pequeñas islas cercanas a la costa dentro del arrecife, la más importante es la isla Lelu, están subsumidos bajo la isla principal), mientras que los otros tres estados están compuestos cada uno por muchas islas.
Hasta 1977, Kosrae se subdividía en distritos o aldeas a nivel de submunicipio:
1. Lelu (compuesto solo por la isla de Lelu )
2. Yepen (parte continental del actual municipio de Lelu, con Tofol, la capital del estado)
3. Tafunsak (que corresponde aproximadamente al municipio actual de Tafunsak)
4. Malem (aproximadamente correspondiente al municipio de Malem actual)
5. Utwe (aproximadamente correspondiente al municipio actual de Utwe)

Para 1980, se habían creado cinco municipios a partir de los antiguos pueblos o distritos:
1. Lelu (creado a partir de las aldeas del distrito de Lelu (isla) y el distrito de Yepen)
2. Tafunsak (creado a partir de la parte noreste del distrito de Tafunsak)
3. Walung (creado en la parte suroeste del distrito de Tafunsak)
4. Malem (creado a partir del distrito de Malem)
5. Utwe (creado a partir del distrito de Utwe)

Posteriormente, el número de municipios se redujo a cuatro (mediante la integración de Walung en Tafunsak).

## Economía
En los primeros tiempos, existía en Kosrae un sistema de intercambio basado en conchas marinas, aunque actualmente se sabe poco sobre cómo funcionaba.
Desde la década de 1960, el gobierno de Kosraean se ha convertido en el principal empleador de la isla, donde la pesca y la agricultura tradicional siguen siendo la principal fuente de subsistencia de los isleños. Las importaciones han reemplazado a casi todas las demás manufacturas nativas. El dólar estadounidense es la moneda oficial utilizada en Kosrae y en toda Micronesia.